# الدوري البرازيلي الدرجة الثالثة 2012
الدوري البرازيلي الدرجة الثالثة 2012 هو الموسم 23 من الدوري البرازيلي الدرجة الثالثة. أقيم خلال الفترة 16 مايو 2012 وحتى 21 نوفمبر 2012، وأشرف على تنظيمه اتحاد البرازيل لكرة القدم، وكان عدد الأندية المشاركة فيه 20، وفاز فيه Oeste Futebol Clube ‏.